# Каменномостский
Каменномо́стский (адыг. Хьаджэкъо — Хаджо́х) — посёлок (до 2011 года — посёлок городского типа) в Майкопском районе Республики Адыгея России. Административный центр Каменномостского сельского поселения.

## География
Расположен по обоим берегам реки Белой, в 26 км южнее райцентра посёлка Тульского. Конечная станция Хаджох на железнодорожной ветке Северо-Кавказской ЖД от Белореченска.

## История
Недалеко от посёлка Каменномостский располагается урочище под названием «Турецкий базар». В истории за ним прочно закрепилась слава самого «разбойничьего» места в Адыгее. На большой каменной площадке на протяжении многих веков шла торговля невольниками (предположительно, часть Великого шёлкового пути).
На левом берегу реки Белой, на территории нынешнего посёлка располагался адыгский аул Ходжико (адыг. Хьэджыкъо, Хьаджэкъо), прославившийся долгой обороной под предводительством Мухаммеда Амина, наиба Шамиля против российских войск. В 1862 году на противоположном от аула берегу реки Белой был построен казачий оборонительный пост. В 1864 году основана станица Каменномостская Майкопского отдела Кубанской области, в 1873—1914 годах населённый пункт имел статус посёлка при станице Даховской. В 1948 году населённый пункт приобрёл статус посёлка городского типа, а с 2011 года имеет статус посёлка — сельского населённого пункта.

## Население
| 1970  | 1979  | 1989  | 2002  | 2010  | 2013  | 2014  |
| ----- | ----- | ----- | ----- | ----- | ----- | ----- |
| 9089  | ↘8216 | ↗8292 | ↘7580 | ↘7213 | ↘7178 | ↘7175 |
| 2015  | 2016  | 2017  | 2018  | 2019  | 2020  | 2021  |
| ↗7189 | ↘7161 | ↘7111 | ↘7097 | ↘7078 | ↗7101 | ↘7057 |
| 2023  | 2024  |       |       |       |       |       |
| ↘7037 | ↗7075 |       |       |       |       |       |

## Национальный состав
По переписи населения 2010 года из 7 213 проживающих в посёлке 7 089 человек указали свою национальность
| Национальность | %       | Численность |
| -------------- | ------- | ----------- |
| Русские        | 94,59 % | 6 706       |
| Украинцы       | 1,88 %  | 133         |
| Армяне         | 0,73 %  | 52          |
| Адыгейцы       | 0,47 %  | 33          |
| Татары         | 0,30 %  | 21          |
| Белорусы       | 0,25 %  | 18          |
| Мордва         | 0,24 %  | 17          |
| Немцы          | 0,24 %  | 17          |

По переписи населения 2021 года из 7057 проживающих в поселке 6187 человек указали свою национальность
:
| Народ           | Численность, чел. | Доля от населения, % |
| --------------- | ----------------- | -------------------- |
| Русские         | 5 963             | 96,37 %              |
| Армяне          | 48                | 0,77 %               |
| Украинцы        | 33                | 0,53 %               |
| Адыги (черкесы) | 21                | 0,34 %               |
| Татары          | 12                | 0,19 %               |
| Табасараны      | 11                | 0,18 %               |
| Узбеки          | 11                | 0,18 %               |

## Экономика
- Заготовка древесины.
- Туристические услуги. В 40 км от поселка Каменномостский начинается туристский маршрут № 30.
- Известняковый карьер.
- Садоводство.

## Достопримечательности
- На южной окраине поселка находится ущелье Мешоко[23] со смотровыми площадками, водопадами, гротами.
- Узкий (минимум 3 м) и глубокий (до 45 м) каньон Хаджохская теснина на реке Белой. Современное название посёлок получил по «каменному мосту» — обвалившейся скале, зависшей над каньоном.
- Михайло-Афонская Закубанская пустынь (посёлок Победа, 5 км восточнее), дольмены, карстовые пещеры.
- В нескольких километрах от посёлка оборудован экскурсионный маршрут «Водопады ручья Руфабго».
- В нескольких сотнях метров от водопада Шум расположена пещера Сквозная.
- Каменномостская пещера. Нижний слой пещеры относится к позднему палеолиту[24]. В ней жили люди эпохи раннего металла, майкопской культуры. Позже использовалась адыгскими племенами в эпоху средневековья.